# Otto Rosenheim
Sigmund Otto Rosenheim (*  29. November 1871 in Würzburg; † 7. Mai 1955 in Hampstead (London)) war ein englischer Biochemiker.
Rosenheim studierte Chemie an der Universität Würzburg bei Emil Fischer und in Bonn und wurde bei Arthur Hantzsch in Würzburg promoviert. Nach dem Wehrdienst ging er zu Carl Graebe an die Universität Genf und von da 1894 zu William Henry Perkin junior in Manchester. 1896 wechselte er an das Analytik-Untersuchungslabor von Philip Schidrowitz in London; ab 1901 war er am King’s College London, an dem er 1915 Dozent für Biochemie wurde. Ab 1920 war er am National Institute for Medical Research in Hampstead tätig.
Mit Harold Dudley und Walter William Starling klärte er 1926 die Struktur von Spermin. 1926 fand er mit T. A. Webster und unabhängig von Adolf Windaus, dass Ergosterol unter Sonnenlicht zu Vitamin D umgewandelt wird und somit ein Provitamin ist (das erste das entdeckt wurde). 1932 leistete er mit Harold King einen wichtigen Beitrag zur endgültigen Strukturaufklärung von Cholesterin und Gallensäuren, und sie korrigierten damit die von Heinrich Wieland und Adolf Windaus angenommene Struktur.
1927 wurde er zum Fellow der Royal Society gewählt. Er war Fellow der Linnean Society of London. 1932 wurde er als Mitglied in die Leopoldina aufgenommen.
Er war der Onkel von Max Rosenheim, Baron Rosenheim. 1900 wurde er britischer Staatsbürger.